# Josip Tomašević (calciatore 1993)
Josip Tomašević (Virovitica, 26 settembre 1993) è un calciatore croato, difensore del BSK Bijelo Brdo.

## Carriera

### Club
Il 15 agosto 2017 viene acquistato a titolo definitivo dalla squadra slovena del Rudar Velenje.